# Cum nimis absurdum

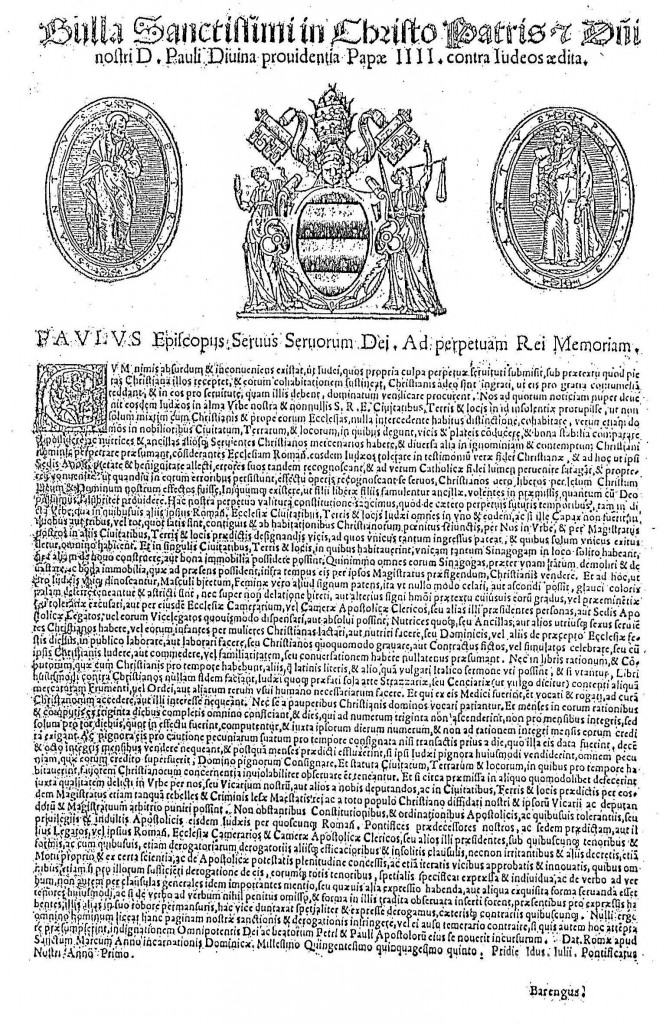
Druck der Bulle

Cum nimis absurdum ist eine am 14. Juli 1555 von Papst Paul IV. promulgierte Päpstliche Bulle, die die Lebensbedingungen von Juden im Kirchenstaat regelte. Zu den wichtigsten konkreten Auswirkungen gehörte die Errichtung des römischen Ghettos. Vor diesen Einschränkungen flüchteten viele Juden aus dem Kirchenstaat in andere Staaten, wo vergleichbare Vorschriften noch nicht existierten.
Wie alle päpstlichen Dokumente wird die Bulle nach dem Incipit, also nach den Anfangsworten zitiert:

„Cum nimis absurdum et inconveniens existat, ut Iudaei, quos propria culpa perpetuae servituti submisit […]“

„Da es überaus unangebracht und unpassend ist, dass die Juden, die ihr eigenes Vergehen zu ewiger Knechtschaft verdammt hat […]“

## Bedeutung
Die Bulle wird im Zusammenhang mit dem Prinzip von der doppelten Schutzherrschaft des Papsttums gegenüber den Juden verstanden, die die einseitige Gewichtung päpstlicher Judenpolitik seit der Reformation und Gegenreformation zum Ausdruck bringe.
Nach anderer Ansicht richtet sich die Bulle gegen den Ausdruck sozialer Überlegenheit von Juden über Christen. Anlass sei der Umstand gewesen, dass Juden „nicht nur in direkter Nachbarschaft mit Christen und deren Kirchen zusammenwohnten, sondern auch Häuser in vornehmeren Wohngebieten mieteten, als Eigentum erwürben und besäßen, auch Ammen und Mägde und andere Christen als Diener eingestellt hätten“. Sie belege damit den frühneuzeitlichen Antijudaismus.

## Inhalt
Die Bulle enthält eine Einleitung und 15 Anordnungen:
Einleitung:
„Da es überaus unangebracht und unpassend ist, dass die Juden, die ihr eigenes Vergehen zu ewiger Knechtschaft verdammt hat, unter dem Vorwand, die christliche Barmherzigkeit müsse sie akzeptieren und das Zusammenleben mit ihnen ertragen, den Christen gegenüber so undankbar sind, dass sie es ihnen statt mit Dankbarkeit mit Beleidigung entgelten und über sie – statt der Knechtschaft, die sie ihnen schulden – Herrschaft beanspruchen, legen wir, zu deren Kenntnis neulich gelangt ist, dass eben diese Juden in unserer gütigen Stadt und in einigen Städten, Ländern und Orten der heiligen römischen Kirche so unverschämt geworden sind, dass sie nicht nur unter den Christen vermischt und in der Nähe von deren Kirchen ohne einen trennenden Unterschied in der Kleidung leben, sondern dass sie sogar Häuser in den vornehmeren Gegenden und Gassen der Städte, Länder und Orte, in denen sie leben, mieten, Immobilien kaufen und besitzen, Kindermädchen, Hausmädchen und andere christliche Diener als Tagelöhner einstellen und noch verschiedenes andere zur Schande und Verachtung des christlichen Namens zu begehen sich herausnehmen, unter Berücksichtigung des Umstandes, dass die römische Kirche zum Zeugnis des wahren christlichen Glaubens eben diese Juden toleriert und zu dem Zweck, dass sie, angelockt durch die Barmherzigkeit und Güte des apostolischen Stuhles endlich ihre Irrtümer einsehen und zum wahren Licht des katholischen Glaubens zu gelangen streben, darum daran festhält, dass sie, solange sie in ihren Fehlern beharren, als Folge dessen erkennen, dass sie selbst als Knechte, die Christen hingegen durch Jesus Christus, unseren Gott und Herrn, als Freie eingesetzt worden sind, und dass es unrecht ist, wenn Kinder einer freien Mutter den Kindern einer Magd dienen, im Willen, soweit wir für das Vorausgeschickte mit Gott Sorge tragen können, in dieser unserer Konstitution, die ewig gelten soll, unverbrüchlich fest: […]“
Anordnungen:
1. Juden dürfen nur in zugewiesenen Vierteln, Stadtteilen und besonders gekennzeichneten Straßen siedeln. Diese Wohngebiete sollen von denen der Christen getrennt sein und nur durch einen Zugang zu betreten sein.
2. Die Juden dürfen nur noch eine einzige Synagoge innerhalb ihres Wohngebietes besitzen. Der Neubau weiterer Synagogen wird untersagt. Alle übrigen Synagogen müssen abgerissen werden, Grundbesitz verkauft werden.
3. Der jüdischen Bevölkerung wird angeordnet, dass Männer einen deutlich sichtbaren Hut einer bestimmten Farbe 1 und Frauen ein anderes kennzeichnendes Kleidungsstück derselben Farbe tragen müssen. Davon dürfen sie keine kirchliche Ausnahmegenehmigung erwerben, selbst von den höchsten päpstlichen Behörden nicht.
4. Juden dürfen keine christlichen Diener, Krankenpfleger oder Ammen in Dienst nehmen.
5. Weder sie selbst noch ihre Angestellten dürfen an christlichen Feiertagen und an Sonntagen arbeiten.
6. Sie dürfen Christen nicht bedrängen, schon gar nicht durch fingierte Schuldscheine und Verträge.
7. Sie dürfen mit Christen nicht zusammen spielen, essen oder gar Freundschaften pflegen.
8. In ihren Rechnungsbüchern dürfen sie für die Konten von Christen nur die lateinische oder italienische Sprache und Schrift benutzen, andernfalls können sie diese Unterlagen nicht vor Gericht verwenden.
9. Solche jüdischen Händler dürfen kein Getreide liefern noch andere lebensnotwendige Waren. Ausnahme bildet der Lumpenhandel.
10. Jüdische Ärzte dürfen auch auf ausdrückliches Ersuchen keine Christen behandeln.
11. Sie dürfen sich auch von christlichen Bettlern nicht Herren nennen lassen.
12. Die Juden müssen ihre Kredite tagesgenau abrechnen, nicht nach angefangenen Monaten. Pfänder dürfen erst nach Ablauf von 18 Monaten verkauft werden. Mehrerlöse müssen dem Pfandgeber ausgezahlt werden.
13. Juden sind der Gesetzgebung ihres jeweiligen Wohnortes unterworfen, auch ihnen nachteiligen.
14. Im Übertretungsfall sind sie angemessen zu bestrafen. Auch der Straftatbestand der Majestätsbeleidigung kann gegen sie in Anschlag gebracht werden.
15. Alle anderslautenden früheren päpstlichen Regelungen, sonstige Anweisungen und Gesetze werden durch diese Bulle aufgehoben.

## Wirkung
Der Erlass zerstörte das reich differenzierte jüdische Gemeindeleben im Kirchenstaat. In der Folge wurden auch in vielen kleineren Orten des Kirchenstaats Ghettos eingerichtet, beispielsweise in Urbino, Pesaro oder Senigallia. 1569 wurde jedoch von Papst Pius V. in der Bulle Hebraeorum gens verfügt, dass Juden im Kirchenstaat nur noch in den Ghettos von Rom und Ancona wohnen durften, alle anderen Ghettos wurden aufgelöst. Deren Einwohner zogen zum Teil in eines der beiden übriggebliebenen Ghettos, teils verließen sie den Kirchenstaat.
Am 15. Januar 1775 erließ Papst Pius VI. ein Editto sopra gli Ebrei, das alle Judengesetze des Kirchenstaats zusammenfasste, die seit Cum nimis absurdum verabschiedet worden waren. Anders als die Enzyklika von Benedikt XIV. vom Juni 1751, die im Prinzip der doppelten Schutzherrschaft den Schutz der Juden vor den Christen betont hatte, legte das Edikt von 1775 wieder den Schwerpunkt auf den Schutz der Christen vor den Juden.